# Kaiser Kalambo
Kaiser Kalambo (Luanshya, 6 de julio de 1953 - Lusaka, 18 de marzo de 2014) fue un entrenador y jugador de fútbol zambiano que jugaba en la demarcación de defensa.

## Biografía
Hizo su debut como futbolista en 1970 a los 17 años de edad con el Roan United, donde permaneció durante tres años. En 1973 fichó por el Ndola United FC, jugando durante diez temporadas en el equipo y llegando a ganar la Challenge Cup de Zambia en 1980. Finalmente en 1983 fue fichado por el Ndola Lime FC, retirándose en el club tres años después. Durante su estancia en el club fue jugador-entrenador. Tras marcharse del club, el Vitafoam United FC le fichó como entrenador. En 1989 se fue a Botsuana para hacerse cargo del Township Rollers FC para las tres temporadas siguientes. También entrenó al Blue Diamonds FC y al Botswana Meat Commission FC durante su estancia en el país. Tras volver a Zambia entrenó al Konkola Blades FC y al National Assembly FC hasta 2012, dejando su cargo de entrenador debido a un cáncer de próstata que padeció. Dos años después el 19 de marzo de 2014, falleció en Lusaka a los 60 años de edad.

## Selección nacional
Ha jugado un total de quince partidos con la selección de fútbol de Zambia desde 1973 hasta 1982. En la Copa Africana de Naciones 1974 ayudó al equipo a conseguir el segundo puesto, perdiendo en la final contra Zaire. En la Copa CECAFA también consiguió el segundo lugar en tres ocasiones, en la Copa CECAFA 1976, Copa CECAFA 1977 y en la Copa CECAFA 1978. Participó en la clasificación para la Copa Mundial de Fútbol de 1974, Copa Mundial de Fútbol de 1978 y para la Copa Mundial de Fútbol de 1982, aunque nunca ha llegado a pasar a jugarla ya que nunca logró clasificarse. También jugó en los Juegos Olímpicos de Moscú 1980, jugando en el grupo A, quedando en último lugar.

## Clubes

### Como futbolista
| Club            | País   | Año         |
| --------------- | ------ | ----------- |
| Roan United     | Zambia | 1970 - 1973 |
| Ndola United FC | Zambia | 1973 - 1983 |
| Ndola Lime FC   | Zambia | 1983 - 1986 |

### Como entrenador
| Club                        | País     | Año         |
| --------------------------- | -------- | ----------- |
| Ndola Lime FC               | Zambia   | 1984 - 1987 |
| Vitafoam United FC          | Zambia   | 1987 - 1989 |
| Township Rollers FC         | Botsuana | 1989 - 1992 |
| Blue Diamonds FC            | Botsuana | 1992 - 1996 |
| Botswana Meat Commission FC | Botsuana | 1996 - 1999 |
| Blue Diamonds FC            | Botsuana | 1999 - 2009 |
| Konkola Blades FC           | Zambia   | 2009 - 2011 |
| National Assembly FC        | Zambia   | 2011 - 2012 |

## Palmarés

### Campeonatos nacionales
| Título                  | Club            | País   | Año  |
| ----------------------- | --------------- | ------ | ---- |
| Challenge Cup de Zambia | Ndola United FC | Zambia | 1980 |